# Чернуха, Яна Викторовна
Я́на Ви́кторовна Черну́ха (род. 26 августа 1972, Москва) — российская журналистка, телеведущая и режиссёр, в прошлом — главный редактор канала «Pro Dеньги».

## Биография
На первом курсе журфака МГУ получила предложение сотрудничать с программой «Взгляд». Окончила вуз в 1994 году.
Участница конкурса «Мисс пресса СССР», который весной 1991 года прошёл под патронажем газеты «Комсомольская правда».
Почти все финалистки меняли после завершения плановых мероприятий конкурса рабочее место, а многие и семейный статус.

 Аэлита Ефимова (позднее — пресс-атташе Альфреда Коха) после конкурса перешла из газетной журналистики на телевидение; Ника Стрижак из Петербурга реализовала новый популярный телепроект; москвичка Яна Чернуха получила работу на ОРТ.

Работала в телекомпании АТВ («Пресс-клуб», «Мужчина и женщина»). В телекомпании «Свежий ветер» вела несколько рубрик.
На ОРТ работала с 1997 года как ведущая рубрики «Детки и предки» в программе «Доброе утро» (с октября 1999 года вела программу «Добрый день» в среду и четверг).
Вела передачу «Философия денег» на телеканале «Pro Dеньги», главным редактором которого и являлась.
Была автором и ведущей документального фильма «Ирина Алавердова. Артпоход», вышедшего на телеканале «Культура» в 2013 году. С августа по октябрь 2014 года была ведущей познавательной программы «Личное пространство» на телеканале «Россия-1».
Впоследствии ушла с телевидения и стала заниматься режиссурой короткометражных проектов.
Окончила Московскую школу нового кино (лаборатория режиссуры и операторского мастерства Фреда Келемена). Специально для «Новой газеты» в феврале 2018 года брала интервью у каталонского режиссёра Альберта Серра, прибывшего в МШНК с курсом лекций.
Замужем за Павлом Веденяпиным, ведущим программы «Документальный детектив».

## Режиссёрская фильмография
- 2016 — «Мечты Алисы»
- 2018 — «Точка невозврата»[12]
- 2020 — «6 часов»[15]